# Guðrún Ósvífursdóttir
Guðrún Ósvífursdóttir var en islandsk kvinde fra 900-tallet, og er hovedpersonen i islændingesagaen Laxdæla saga. I sagaen bliver hun fremstillet som en stolt og dygtig kvinde som gifter sig fire gange, hun hidser mændene op til slægtsstrid, og som på sine ældre dage konverterer til kristendommen og bliver Islands første nonne. Et centralt tema i Laksdøla saga er trekantdramaet hun er med i sammen med Kjartan Olavsson og Bolle Torleiksson.

## Slægt
Gudrun er datteren til Osviv som er søn af Helge. Helge er søn af Ottar som er søn af Bjørn den austrøne som er sønnen til Kjetil Flatnev. Osvivs mor hed Nidbjørg, og hendes mor var Kadlin som var datter af Gange-Rolv, som er sønnen til Øksna-Tore. Gudruns mor hed Tordis Tjodolvsdatter. Gudrun vokser op på Laugar i Sælingsdal og har fem brødre som Ospak, Helge, Vandråd, Torråd og Torolv.
Gudrun får i alt tre børn, Tord Tordson med Tord Inngunnarsson, og Torleik Bolleson og Bolle Bolleson med Bolle Torleiksson. Bolle Bolleson er den mest kendte af de to, og dukker op i Totten om Bolle Bollesson og Totten om Snegle-Halle.

## Liv
Gudrun bliver beskrevet i Laxdæla saga som en stærk og stolt kvinde som bliver beundret af andre. Det siges om hende at hun er den fremmeste kvinde som voksede op på Island, både for hendes udseende og hendes klogskab. Hun siges at have været en fin og høvisk kvinde som var klogere med bedre talegaver end andre kvinder, samt gavmild.
Gudrun var i alt gift med fire mænnd i løbet af sit liv. Gudrun blev gift for første gang med manden Torvald Halldorsson da hun er femten år gammel. Dette er et arrangeret ægteskab hvor Torvald går direkte til Osviv for at bede om hendes hånd, og får et ja uden hendes kendskab. Deres ægteskab bliver beskrevet som ulykkelig, og det ender med at hun skiller sig fra ham. Det næste ægteskab Gudrun indgår er med Tord Inngunnarsson. Deres ægteskab går godt, men Tord drukner senere udenfor Skálmarnes. Kort tid senere får hun en søn som hun kalder Tord.
Efter Tords død rejser Gudrun tilbage til Laugar. Kjartan Olavsson, søn af Olav På Hoskuldsson, og Bolle Torleiksson besøger ofte Sælingdalslaugar, og alle siger at Gudrun og Kjartan er et godt par. Kjartan rejser derimod til Norge, og ville ikke have hende med når hun spurgte. Efter tre år i Trondheim rejser Bolle tilbage til Island, mens Kjartan og tre andre bliver holdt tilbage i Norge af Kong Olav Tryggvasson. På grund af misforståelser og pres gifter Gudrun sig omsider med Bolle i stedet for at vente på Kjartan, og dette resulterer i et trekantdrama da Kjartan kommer tilbage til Island. Denne konflikt eskalerer til at Kjartan bliver dræbt af Bolle og Gudruns brødre efter at være opfordret til det af det af hende. Bolle selv bliver senere dræbt af Kjartans brødre. 
Efter dette bytter Gudrun gård med Snorre Gode og flytter til Helgafell. Gudruns sidste mand er Torkjell Øyolvsson som er en mægtig høvding, men også han dør da han drukner i Breiðafjörður. 
Etter Torkjell Øyolvssons død bliver Gudrun en god kristen, og bliver beskrevet som den første nonne på Island og den første kvinden på Island som lærte sig Davids salmer. Det er også sagt at hun lod bygge en kirke på Helgafell. Etter hendes død bliver hun begravet der.

## Ekstern henvisning
- Laksdøla Saga